# 1999年ヨーロッパグランプリ
1999年ヨーロッパグランプリ(1999 European Grand Prix)は、1999年F1世界選手権第14戦として、1999年9月26日にニュルブルクリンクで開催された。
近年まれに見る荒れた展開となったレースの一つ。リーダーが続々と入れ替わるなど、予想を大きく覆す結果となった。

## 予選
ドライバーズタイトル争いは、3戦を残した時点でミカ・ハッキネンとエディ・アーバインが60ポイントで並び、次いでフレンツェンが50ポイント、デビッド・クルサードが48ポイントと接戦の状態となっていた。
予選は濡れた路面が乾いていく状況で、ベストタイムが更新されていく中、前戦イタリアGPでシーズン2勝目を飾ったハインツ＝ハラルド・フレンツェンがポールポジションを獲得。ジョーダンチームとしては1994年ベルギーGP以来となる2度目のポールポジションであり、無限ホンダとしては初めてのポールポジションである。ハッキネンは連続ポール獲得が6でストップした。

### 結果
| 順位 | No | ドライバー                       | チーム                       | タイム   | 差     |
| ---- | -- | -------------------------------- | ---------------------------- | -------- | ------ |
| 1    | 8  | ハインツ＝ハラルド・フレンツェン | ジョーダン・無限ホンダ       | 1'19.910 |        |
| 2    | 2  | デビッド・クルサード             | マクラーレン・メルセデス     | 1'20.176 | +0.266 |
| 3    | 1  | ミカ・ハッキネン                 | マクラーレン・メルセデス     | 1'20.376 | +0.466 |
| 4    | 6  | ラルフ・シューマッハ             | ウィリアムズ・スーパーテック | 1'20.444 | +0.534 |
| 5    | 18 | オリビエ・パニス                 | プロスト・プジョー           | 1'20.638 | +0.728 |
| 6    | 9  | ジャンカルロ・フィジケラ         | ベネトン・プレイライフ       | 1'20.781 | +0.871 |
| 7    | 7  | デイモン・ヒル                   | ジョーダン・無限ホンダ       | 1'20.818 | +0.908 |
| 8    | 22 | ジャック・ヴィルヌーヴ           | B・A・R・スーパーテック      | 1'20.825 | +0.915 |
| 9    | 4  | エディ・アーバイン               | フェラーリ                   | 1'20.842 | +0.932 |
| 10   | 19 | ヤルノ・トゥルーリ               | プロスト・プジョー           | 1'20.965 | +1.055 |
| 11   | 10 | アレクサンダー・ヴルツ           | ベネトン・プレイライフ       | 1'21.144 | +1.234 |
| 12   | 3  | ミカ・サロ                       | フェラーリ                   | 1'21.314 | +1.404 |
| 13   | 12 | ペドロ・ディニス                 | ザウバー・ペトロナス         | 1'21.345 | +1.435 |
| 14   | 17 | ジョニー・ハーバート             | スチュワート・フォード       | 1'21.379 | +1.469 |
| 15   | 16 | ルーベンス・バリチェロ           | スチュワート・フォード       | 1'21.490 | +1.580 |
| 16   | 11 | ジャン・アレジ                   | ザウバー・ペトロナス         | 1'21.634 | +1.724 |
| 17   | 23 | リカルド・ゾンタ                 | B・A・R・スーパーテック      | 1'22.267 | +2.357 |
| 18   | 5  | アレッサンドロ・ザナルディ       | ウィリアムズ・スーパーテック | 1'22.284 | +2.374 |
| 19   | 20 | ルカ・バドエル                   | ミナルディ・フォード         | 1'22.631 | +2.721 |
| 20   | 21 | マルク・ジェネ                   | ミナルディ・フォード         | 1'22.760 | +2.850 |
| 21   | 15 | 高木虎之介                       | アロウズ                     | 1'23.401 | +3.491 |
| 22   | 14 | ペドロ・デ・ラ・ロサ             | アロウズ                     | 1'23.698 | +3.788 |

## 決勝

### 展開
決勝レースは予想し得ない大荒れの展開を擁していくこととなる。まずフォーメーションラップ直前、ミナルディのマルク・ジェネが動くことができずディレイとなるが、多くのドライバーがこれに気付かずにスタートしかけてしまう、その後エクストラフォーメーションラップが実施された。
2度目のスタートは滞りなくきられたものの、1周目の1コーナーでジョーダンのデイモン・ヒルが電気系トラブル（実際には「ローンチコントロールの解除ミス」）により突然スローダウン。それをかわそうとステアリングを右に切ったアレクサンダー・ヴルツがすぐ横を通っていたペドロ・ディニスに激突し、ディニスのマシンは激しく横転しながらグラベルへ飛び出した。マシンは裏返った状態で停止し、ドライバーの頭部を保護する目的のロールバーが潰れており、救出の際にマシンがブルーシートで覆われたためディニスの安否が気遣われたが、幸いにも彼に怪我はなかった。この事故によりセーフティーカーが先導する形となった。
レース再開後、17周目に雨が降り始めるが、ここでフェラーリのピットに大混乱が発生する。初めにアーバインがピットインする予定だったが、急きょミカ・サロへ変更。しかしすでにアーバイン用のレインタイヤを準備していたピットクルーは作業に手間取り、ピットアウトに38秒もかかってしまった。次の周にアーバインもピットへ向かうが、ドライタイヤを要求したためピットクルーがさらに混乱。右リアタイヤが見つからないという失態を演じ、こちらも28秒という多大な時間を使ってしまった。
フレンツェン、クルサード、ラルフ・シューマッハという3名の先頭集団がリードする一方、レインタイヤを履いていたハッキネンは雨が一旦止んだため大きく後退し、ドライタイヤへ戻した頃には周回遅れにされてしまった。
33周目、トップのフレンツェンと2番手走行中のクルサードが同時にピットイン。フレンツェンは素早いピット作業でトップのままコースに復帰したが、電気系のトラブル（これも実際は、前述のヒル同様の操作ミスが原因）によって1コーナーの先でストップ。これによりトップにはクルサードが立つこととなった。
35周目に再び雨が降り出し、38周目にドライタイヤのままで走行していたクルサードが、コースオフしてノーズからタイヤバリアに激突、リタイアとなった。このクラッシュにより、今度はラルフ・シューマッハが母国の歓声のもとトップに立ち初優勝も見える状態となる。
44周目にラルフはタイヤ交換のためピットイン。充分なマージンは築いていたと思われたが、ベネトンのジャンカルロ・フィジケラとスチュワートのジョニー・ハーバートにかわされ3番手に落ちてしまった。46周目に今度はハーバートがピットインしラルフとの順位は入れ替わった。
波乱は止まず、49周目にフィジケラのプロテクターが脱落、バランスを崩したままスピンしグラベルにつかまったことで無念のリタイアとなる。初優勝を逃したフィジケラは、マシンを降りるとがっくりと頭を垂れた
。これでラルフが再びトップに立ったが、フィジケラがリタイアした同一周に突然右リアタイヤがバースト。グラベルに飛び出しながらも3輪でコースへ復帰したが、初優勝の可能性は絶たれた。
ラルフに変わってトップに立ったハーバートは、タイヤ交換の好判断により予選14位からここまで浮上してきた。その後方では2位ヤルノ・トゥルーリと3位ルーベンス・バリチェロのバトルが白熱する。
54周目、非力なミナルディのマシンで4位を力走していたルカ・バドエルがギアボックストラブルによりリタイア。マシンにすがりついて泣くバドエルの姿が国際映像でもとらえられた。
チャンピオンを争うハッキネンとアーバインは終始ポイント圏外での戦いを続けていたが、徐々に順位を上げていき終盤には入賞争いを展開するようになる。
その後は大きな波乱はなく、ハーバートが1995年イタリアグランプリ以来実に4年ぶりとなる3勝目、またスチュワート・グランプリにとって最初で最後の優勝を果たした。2位トゥルーリは初表彰台。3位にバリチェロが入り、スチュワートは1-3フィニッシュを達成した。4位に健闘を見せたラルフ・シューマッハ、5位にハッキネン、6位にはバドエルのチームメイト、ジェネが初入賞を飾った。アーバインは7位となりポイント獲得はならなかった。
この結果、ドライバーズポイントはハッキネンが62点、アーバインが60点とわずかにハッキネンがリードする状態で次戦マレーシアGPへと向かうことになった。

### 結果
| 順位 | No | ドライバー                       | チーム                       | 周回数 | タイム/リタイア  | グリッド | ポイント |
| ---- | -- | -------------------------------- | ---------------------------- | ------ | ---------------- | -------- | -------- |
| 1    | 17 | ジョニー・ハーバート             | スチュワート・フォード       | 66     | 1:41'54.314      | 14       | 10       |
| 2    | 19 | ヤルノ・トゥルーリ               | プロスト・プジョー           | 66     | +22.619          | 10       | 6        |
| 3    | 16 | ルーベンス・バリチェロ           | スチュワート・フォード       | 66     | +22.866          | 15       | 4        |
| 4    | 6  | ラルフ・シューマッハ             | ウィリアムズ・スーパーテック | 66     | +39.508          | 4        | 3        |
| 5    | 1  | ミカ・ハッキネン                 | マクラーレン・メルセデス     | 66     | +1'02.950        | 3        | 2        |
| 6    | 21 | マルク・ジェネ                   | ミナルディ・フォード         | 66     | +1:05.154        | 20       | 1        |
| 7    | 4  | エディ・アーバイン               | フェラーリ                   | 66     | +1'06.683        | 9        |          |
| 8    | 23 | リカルド・ゾンタ                 | B・A・R・スーパーテック      | 65     | +1 Lap           | 17       |          |
| 9    | 18 | オリビエ・パニス                 | プロスト・プジョー           | 65     | +1 Lap           | 5        |          |
| 10   | 22 | ジャック・ヴィルヌーヴ           | B・A・R・スーパーテック      | 61     | +5 Laps          | 8        |          |
| Ret  | 20 | ルカ・バドエル                   | ミナルディ・フォード         | 53     | ギアボックス     | 19       |          |
| Ret  | 14 | ペドロ・デ・ラ・ロサ             | アロウズ                     | 52     | ギアボックス     | 22       |          |
| Ret  | 9  | ジャンカルロ・フィジケラ         | ベネトン・プレイライフ       | 48     | スピンアウト     | 6        |          |
| Ret  | 3  | ミカ・サロ                       | フェラーリ                   | 44     | ブレーキ         | 12       |          |
| Ret  | 15 | 高木虎之介                       | アロウズ                     | 42     | スピンアウト     | 21       |          |
| Ret  | 2  | デビッド・クルサード             | マクラーレン・メルセデス     | 37     | スピンアウト     | 2        |          |
| Ret  | 11 | ジャン・アレジ                   | ザウバー・ペトロナス         | 35     | ドライブシャフト | 16       |          |
| Ret  | 8  | ハインツ＝ハラルド・フレンツェン | ジョーダン・無限ホンダ       | 32     | 電気系           | 1        |          |
| Ret  | 5  | アレッサンドロ・ザナルディ       | ウィリアムズ・スーパーテック | 10     | 衝突             | 18       |          |
| Ret  | 7  | デイモン・ヒル                   | ジョーダン・無限ホンダ       | 0      | 電気系           | 7        |          |
| Ret  | 10 | アレクサンダー・ヴルツ           | ベネトン・プレイライフ       | 0      | 衝突             | 11       |          |
| Ret  | 12 | ペドロ・ディニス                 | ザウバー・ペトロナス         | 0      | 衝突             | 13       |          |